# Histoire philatélique et postale de l'Égypte

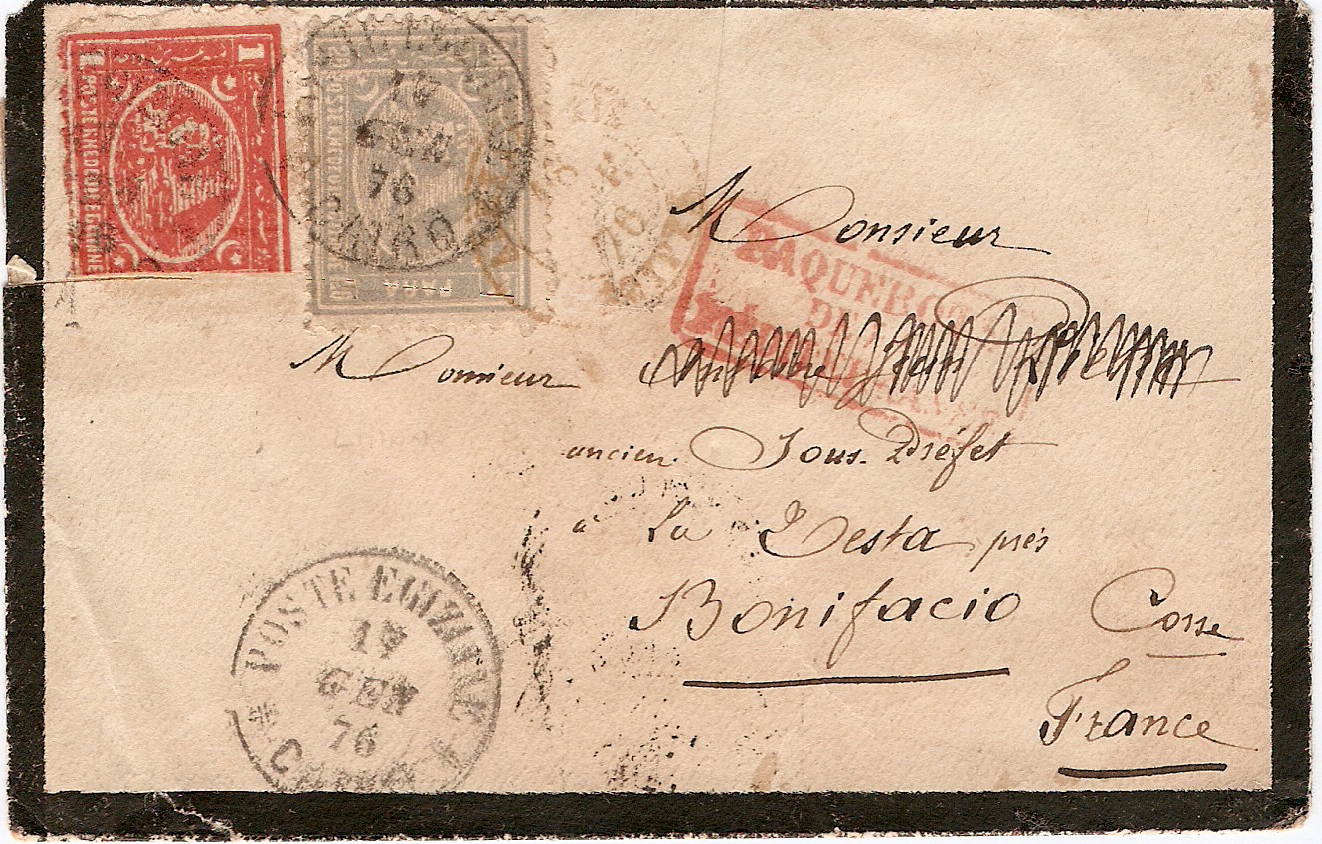
Lettre du Caire (1876) affranchie avec deux timbres de 1874. Elle contient également un cachet de bateau et un autre de passage par le bureau français d'Alexandrie

Ceci est une introduction à l'histoire postale et philatélique de l'Égypte.

## Les débuts
Dans un premier temps l'Égypte était sous la dépendance de l'Empire ottoman et a utilisé les timbres correspondants.

## Les bureaux étrangers
Des puissances étrangères au XIXe siècle et pendant la première moitié du XXe siècle ont ouvert des bureaux de poste afin de favoriser les échanges avec l'Égypte.

### Bureaux britanniques
L'ouverture d'un service postal en Égypte par les services postaux consulaires britanniques date de 1839 à Alexandrie. Les lettres « en port payé » étaient marquée par un cachet circulaire surmonté par une couronne et contenant la mention « PAID AT ALEXANDRIA ». Un autre bureau a été ouvert à Suez en 1847 et au Caire en 1859.
Il fut ensuite possible d'utiliser des timbres du Royaume-Uni :
- de 1860 à 1879 à Alexandrie (cachet avec numéro « B01 ») ;
- de 1860 à 1879 à Suez (cachet avec numéro « B02 »).

### Bureaux français
Quatre bureaux ont été ouverts en Égypte (Alexandrie , Le Caire, Port-Saïd et Suez) mais deux seulement (Alexandrie et Port-Saïd) ont perduré au-delà de 1890.

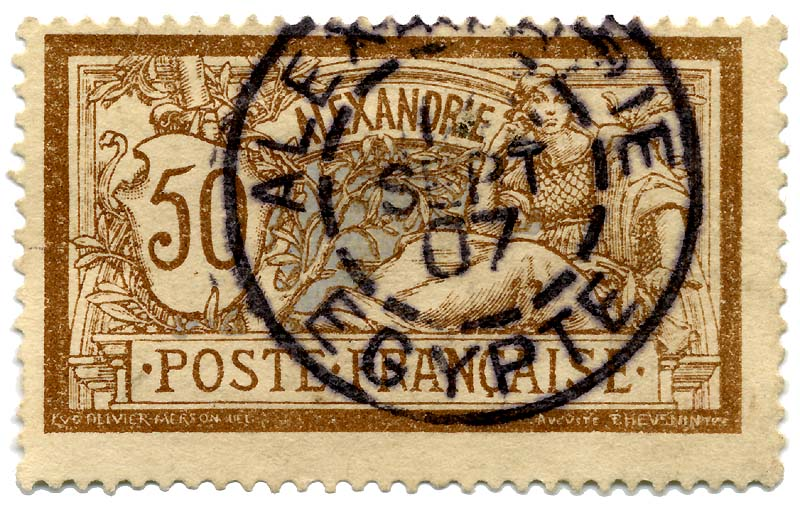
Timbre d'Alexandrie de 1802 50c au type Merson.

## Les premiers timbres égyptiens
De 1850 à 1854, l'Égypte a connu plusieurs régimes qui se sont traduits par des évolutions notables dans les émissions philatéliques.

### Gouvernement khédival
Les premiers timbres égyptiens ont été émis en 1866. L'Égypte faisait alors partie de l'Empire Ottoman. La première série avait des arabesques comme motif.
À partir de 1867 (jusqu'à 1904), plusieurs séries ont été émises avec comme thème unique le Sphinx de Gizeh et la pyramide de Khéops.